# Malonato-semialdeide deidrogenasi (acetilante)
La malonato-semialdeide deidrogenasi (acetilante) è un enzima appartenente alla classe delle ossidoreduttasi, che catalizza la seguente reazione:
3-ossopropanoato + CoA + NAD(P)+ ⇄ acetil-CoA + CO2 + NAD(P)H